# 南奎里
南奎里（1985年4月26日—），韓國女歌手、演員，名字常被譯為南奎麗。
2006年2月，以三人女子組合SeeYa的隊長身份出道。她在SeeYa的活動期間獲得了不少人氣及知名度，但在2009年4月因為與經紀公司發生糾紛而退出了SeeYa。在離開SeeYa之後，參演了電視劇《人生多美麗》、《49天》等作品，現在依然持續努力在演藝界活躍著。

## 音樂作品

### SeeYa時期
- 2006年2月24日：1輯 《女人的香氣》
- 2007年5月25日：2輯 《Lovely Sweet Heart》
- 2008年1月2日：2.5輯 《California Dream》
- 2008年9月26日：3輯 《Brilliant Change》

### 退出SeeYa後
- 2011年1月25日：解散特別專輯 《See You Again》
- 2011年4月25日：數位單曲 《The Works (Oh Jun-Seong Masterpiece) Part.1》 - 별빛눈물(星光眼淚)
- 2011年12月5日：數位單曲 《겨울이야기(冬天的故事)》
- 2012年5月15日：數位單曲 《그 남자(那個男人)》
- 2013年6月28日：數位單曲 《The Artist Diary Project PT.1》 - 처음 본 남자 그리고 여자(第一次見面的男人和女人)
- 2014年11月30日：數位單曲 《Moon River(月亮河)》

### 跨刀
- 2008年11月18日：Miss $（朝鲜语：미스 에스） - 바람 피지마(別花心)
- 2010年11月19日：申彗星 - 안녕 그리고 안녕(你好還有再見)feat.文晸赫

### 原聲帶

#### 電視劇
- 2007年11月：《無法阻擋的婚姻》O.S.T - 요즘 나는(最近的我)feat.李洪基
- 2010年2月：《寶石拌飯》- 사랑한다는 말(愛你的話語)
- 2012年10月 : 《海雲臺戀人們》－해운대 연인들(海雲臺戀人們)

#### 電影
- 2007年4月17日：《無法阻擋的婚姻》 - 깊은밤을 날아서(深夜飛行)
- 2008年3月：《宿命》 O.S.T - 가슴속에 한 사람(心中的一個人), 시차(時差), 순애보(純愛譜), 유죄(有罪)
- 2008年7月：《血之期中考－死題》O.S.T - 남자(男子)
- 2009年2月：《比悲傷更悲傷的故事》O.S.T - 보고싶은 얼굴(想見到的臉)
- 2011年10月：《Mr.Idol》 - 그대만 보이네요(只看著你)

#### 其他
- 2007年11月15日：遊戲《可亞大冒險》 - 용기를 주세요(請給我勇氣)
- 2008年3月：作曲家 Cho Young-Soo Project《ALL-STAR 2》 - 바보(傻瓜)
- 2008年4月：2008 戀歌 - 깊은밤을 날아서(深夜飛行)
- 2010年4月：遊戲《R2Beat》主題曲 - 내게 오는 자전거(朝我而來的自行車)[feat. Oneway]

### 作詞
- IVY 3輯 I Be..
  - M10. 안돼요(不可以)

## 演出作品

### 電視劇
- 2010年：SBS《人生多美麗》飾演 梁巧蓉
- 2011年：SBS《49日》飾演 申智賢[5]
- 2011年：TrendE《Pianissimo - Never Ending Love》飾演 安奎麗
- 2012年：KBS《海雲臺戀人們》飾演 尹世娜
- 2012年：KBS《Drama Special－刀手理髮師》飾演 黃美子
- 2012年：KBS《嗚啦啦夫婦》飾演 裴貞雅（客串）
- 2013年：JTBC《無情都市》飾演 韓秀敏[6]
- 2014年：中國《千金保姆》飾演 薛嘉寶（原名:我的失憶女友）
- 2014年：MBC《Drama Festival－House, Mate》飾演 書媛
- 2015年：SBS《深夜食堂》飾演 敏卿
- 2016年：SBS《對，就是那樣》飾演 李娜英
- 2017年：Kth《愛娜啊，吃飯吧》飾演 孫愛娜
- 2018年：MBC《我身後的陶斯》飾演 崔延京（特別演出）
- 2018年：MBC《赤月青日》飾演 全秀英
- 2019年：MBC《異夢》飾演 Micky
- 2020年：MBC《Kairos》飾演 姜賢彩
- 2021年：TVN《你是我的春天》飾演 安佳煐
- 2023年：MBC《烈女朴氏契約結婚傳》飾演 徐允熙（特別出演）
- 2024年：Rakuten Viki《皮塔在戀愛》飾演 白英玉

### 電影
- 2008年：《血之期中考－死題》飾演 姜伊娜 [7]
- 2009年：《比悲傷更悲傷的故事》（客串）
- 2011年：《Mr.Idol》（客串）
- 2013年：《Top Star》
- 2014年：《新村殭屍漫畫》
- 2018年:《似曾相識/Dejavu》飾演 智敏
- 2018年：《嫉妒的歷史》飾演 秀敏

### 綜藝
- 2015年：《叢林的法則》第四季 20回 汶萊前半
- 2016年：《我耳邊的Candy》10/6 + 10/13
- 2018年：《人生酒館》 E70 20180510
- 2020年：《Two You Project-Sugar Man》第三季 12回 20200221 與SeeYa成員一起演出

### MV
- SG Wannabe 《사랑가(愛情歌)》
- SeeYa 《결혼 할까요(結婚吧)》
- SeeYa 《슬픈 발걸음(悲傷的腳步聲)》
- SeeYa 《그래도 좋아(那樣也好)》
- SeeYa 《Hot Girl》
- SeeYa 《가니(要走嗎)》
- SeeYa 《그 사람(那個人)+나 없이도(即使沒有我)》
- Miss $ 《바람 피지마(別花心)》
- 박기영 《빛(光)》
- LED Apple 《어쩌다 마주친(偶然相遇)》
- Verbal Jint （Ft. Ailee）《如果這不是愛情》
- 李承哲《사랑하고 싶은 날(想愛的日子)》

## 得獎經歷
| 年份 | 獎項 |
| ---- | --- |
| 2006 | - 第13屆 大韓民國 演藝藝術賞 女子團體歌手獎 - 第3屆 亞洲音樂節 新人獎 - 2006 Mnet KM Music Festival(MKMF) 最優秀OST獎 - 第16屆 首爾歌謠大賞 新人歌手獎 - 第21屆 金唱片大賞 新人獎 - 2006 SBS歌謠大戰 女子新人獎 |
| 2007 | - 2007 Mnet KM Music Festival (MKMF) 女子團體歌手獎 - 第22屆 金唱片大賞 數位音源本賞 |
| 2008 | - 第17屆 HighOne首爾歌謠大賞 本賞 |
| 2010 | - 2010年 SBS演技大賞 新星獎（作品：《人生多美麗》） |
| 2020 | - 2020年 MBC演技大賞 月火及短篇劇部門 女子優秀演技獎 （作品：《Kairos》） |

## 外部連結
- 南奎里的Instagram帳戶
- 南奎里的X（前Twitter）
- 南奎里的Naver Cafe（页面存档备份，存于）
- 南奎里的Minihp